# Bryan Tower
Bryan Tower je mrakodrap v americkém městě Dallas. Má 34 podlaží a výšku 156 metrů. Výstavba probíhala v letech 1970–1973 podle projektu společnosti Neuhaus & Taylor. Budova disponuje prostory o celkové výměře 108 934 m2, tyto prostory jsou využívány jako kanceláře.